# Magnolia foveolata
Magnolia foveolata là một loài thực vật có hoa trong họ Magnoliaceae. Loài này được (Merr. ex Dandy) Figlar mô tả khoa học đầu tiên năm 2000.